# Lục thảo trổ
Lục thảo trổ hay còn gọi cỏ mẫu tử, cỏ điếu lan (danh pháp khoa học: Chlorophytum comosum) là một loài thực vật lọc khí thuộc họ Măng tây (Asparagaceae Juss.), có nguồn gốc từ châu Phi. Năm 1794 loài này được nhà tự nhiên học người Thụy Điển Carl Peter Thunberg mô tả lần đầu tiên với tên gọi Anthericum comosum. Năm 1862 nó được mô tả lại và đặt vào chi Lục thảo (Chlorophytum) như hiện tại bởi Henri Antoine Jacques.

## Trồng trọt
Lục thảo trổ được trồng làm cây trang trí sân vườn hoặc nội thất trong nhà với khả năng thích nghi mạnh mẽ. Nó chịu được điều kiện ít chăm sóc. Lục thảo trổ thường được nhân giống và trồng rộng rãi với hai giống chủ yếu:
- Chlorophytum comosum 'Vittatum': Hay thường gọi là cỏ nhện, cỏ điếu lan. Lá có sọc trắng chạy dọc trung tâm, hai bên dải mép lá có màu xanh. Giống này thường được trồng vào giỏ treo hoặc chậu đứng cao.
- Chlorophytum comosum 'Variegatum': Hay thường gọi là cỏ mẫu tử, lá có sọc màu xanh ở chính giữa, hai bên dìa mép là dọc trắng, nhìn dễ nhầm lẫn với loài cỏ lan chi.

## Hình ảnh

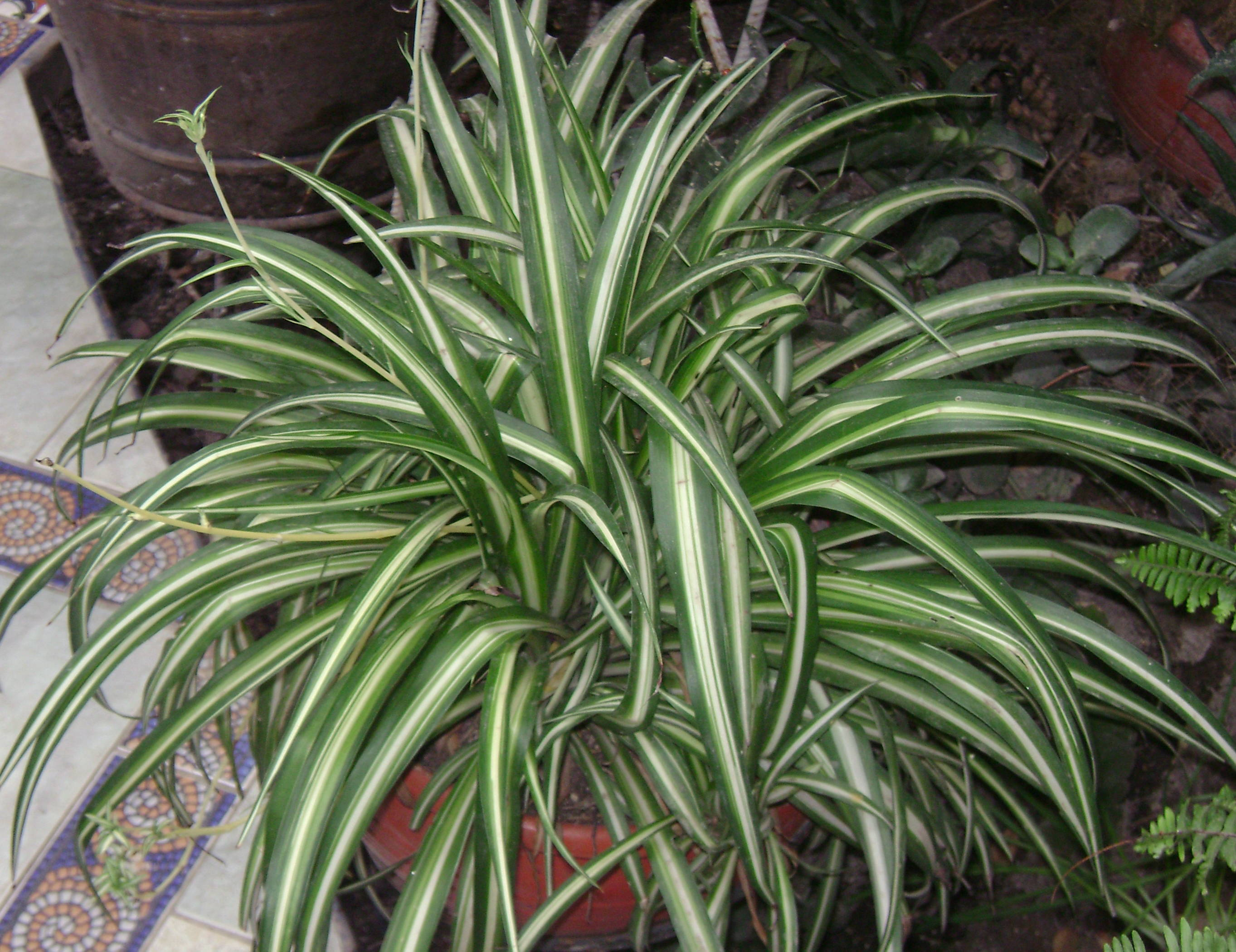
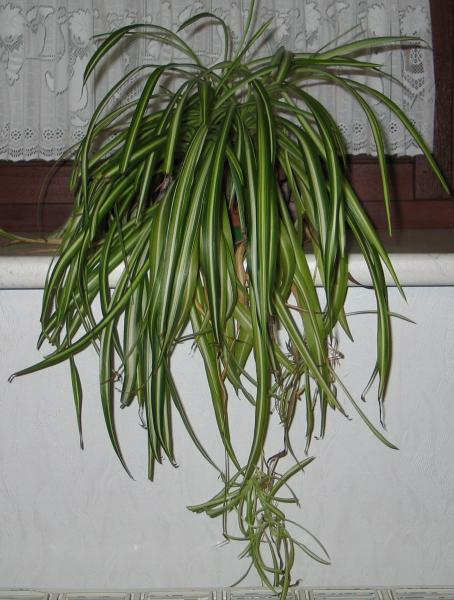
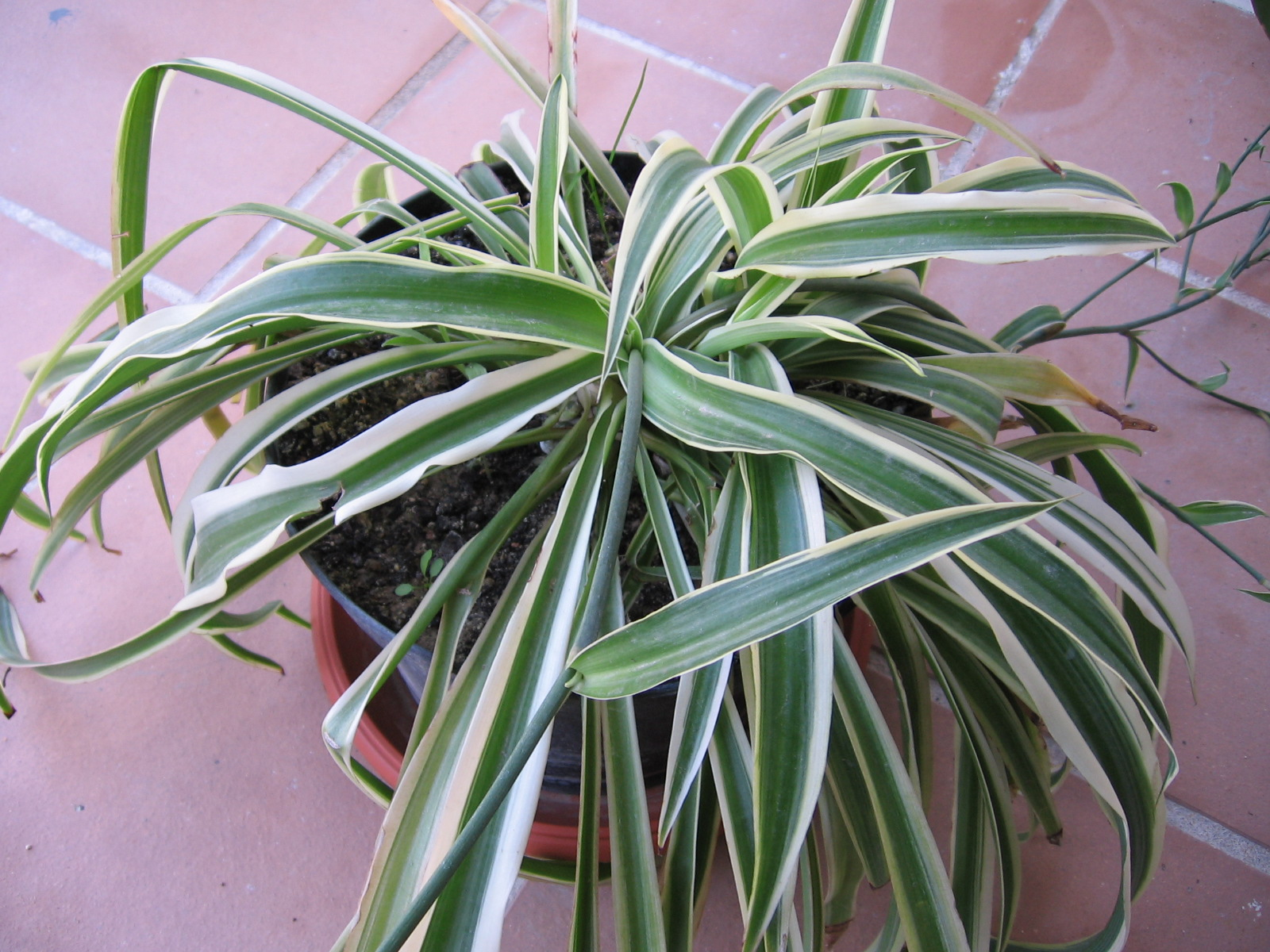
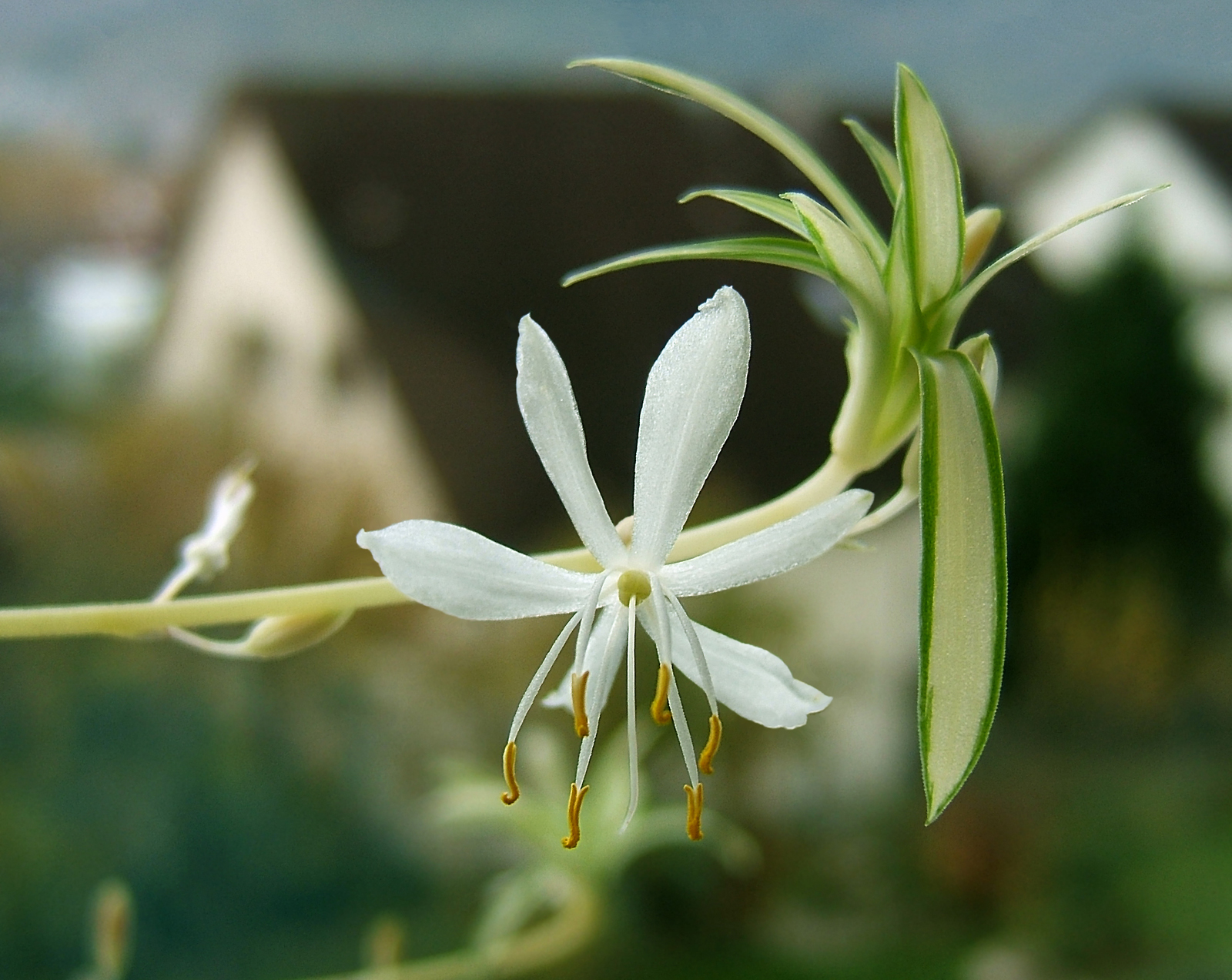